# San Giorgio su Legnano
San Giorgio su Legnano là một đô thị ở tỉnh Milano, vùng Lombardia của Italia, khoảng20 km về phía tây bắc của Milano. Tại thời điểm ngày 31 tháng 12 năm 2004, đô thị này có dân số 6.319 người và diện tích là 2,3 km².
San Giorgio su Legnano giáp các đô thị: Legnano, Villa Cortese, Canegrate, Busto Garolfo.